# E. Tamás Schmidt
Eligius Tamás Schmidt (* 1936 in Budapest; † 14. März 2016) war ein ungarischer Mathematiker, der sich mit Algebra und speziell Verbandstheorie befasste.
Nach dem Mathematikstudium in Budapest mit dem Abschluss 1959 war er am Mathematikinstitut der Ungarischen Akademie der Wissenschaften (Renyi-Institut) und wurde dort 1960 bei László Fuchs promoviert (Titel der Dissertation: Congruence lattices of lattices). 1969 habilitierte er sich und blieb bis 1991 am Renyi-Institut, zuletzt für 20 Jahre als stellvertretender Direktor. 1991 wurde er Professor an der Technischen Universität Budapest, wo er die mathematischen Abteilungen in ein mathematisches Institut zusammenfasste, das er 1995 bis 1999 leitete. 2006 wurde er emeritiert.
1987/88 war er Gastprofessor an der University of Calgary, mehrfach an der University of Manitoba, 1965 bis 1968 an der Martin-Luther-Universität Halle-Wittenberg und 1980/81 an der Gesamthochschule Kassel.
Er bewies 1963 mit George Grätzer einen nach beiden benannten Satz in der Verbandstheorie. Er besagt, dass jeder algebraische Verband isomorph zu einem Kongruenzverband einer Algebra ist. Beide veröffentlichten rund 65 gemeinsame Arbeiten.
Er war Mitherausgeber mehrerer mathematischer Fachzeitschriften: Von 1991 bis 2007 von Algebra Universalis, ab 1970 von Beiträge zur Algebra und Geometrie und von 1971 bis 1992 von Studia Scientiarum Mathematicarum Hungarica.
1974 erhielt er den Mathematikpreis der Ungarischen Akademie der Wissenschaften und 2004 deren Farkas Bolyai Preis. 2006 erhielt er den Szent-Györgyi-Preis und 2008 die Béla-Szőkefalvi-Nagy-Medaille.